# R.G. Armstrong
Robert Golden "R.G." Armstrong (7. april 1917 – 27. juli 2012) var en amerikansk skuespiller. Han medvirkede i mange cowboyfilm.